# مطار بو
مطار بو الدولي (بالإنجليزية: Pau Pyrénées Airport)‏ (إنجليزية: Aéroport Pau Pyrénées)‏ (إياتا: PUF، إيكاو: LFBP)، هو مطار يخدم مدينة بو، في فرنسا.
سنة 2016 استخدم المطار 222 608 مسافر

## وصلات خارجية
https://www.pau.aeroport.fr/passenger/